# دیگو مانوئل کامورو
دیگو مانوئل کامورو (انگلیسی: Diego Manuel Chamorro; زاده ۹ اوت ۱۸۶۱ – درگذشته ۱۲ اکتبر ۱۹۲۳) سیاست‌مدار اهل نیکاراگوئه بود. وی از ۱ ژانویه ۱۹۲۱ تا ۱۲ اکتبر ۱۹۲۳ رئیس‌جمهور این کشور بود.
دیگو مانوئل کامورو در ۱۲ اکتبر ۱۹۲۳، در سن ۶۲ سالگی درگذشت.